# Любовниците (филм, 1958)
„Любовниците“ (на френски: Les amants) е френски драматичен филм от 1958 година, втори на режисьора Луи Мал по сценарий на Луиза де Вилморен.

## Сюжет
30-годишната Жана Турние се отегчава от монотонното ежедневие на луксозния си живот. Тя е съпруга на директора на голям вестник в Дижон. Единственото ѝ разнообразие са пътуванията всеки месец до Париж при приятелката ѝ Маги, която я въвежда в светския живот на столицата. Жана става любовница на Раул Флорес, елегантен играч на поло, с когото връзката ѝ е повече платонична. Подозрителен, съпругът ѝ Анри Турние залага капан като отправя покана към всички нейни парижки приятели да гостуват у дома им. Връщайки се след уикенд с любовника си в Париж, Жана аварира с колата на пътя за Дижон и получава помощ от загадъчен млад мъж, археолог, който я отвежда до дома и със своя скромен автомобил, контрастиращ с луксозните модели на нейното отбрано общество. Привлекателен, непознат и различен, той е всичко онова, което тя не е.

## В ролите
| Изпълнител            | Роля                |
| --------------------- | ------------------- |
| Жана Моро             | Жана Турние         |
| Жан-Марк Бори         | Бернар Дюбоа-Ламбер |
| Жюдит Магре           | Маги Тибо-Лерой     |
| Ален Кюни             | Анри Турние         |
| Хосе Лиу де Вилалонга | Раул Флорес         |
| Гастон Модо           | Кудрай              |
| Мишел Жирардон        | Секретарката        |

## Награди и номинации
- 1958 – Специалната награда на журито за филма на Луи Мал от Международния филмов фестивал във Венеция.
- 1958 – Номинация „Златен лъв“.